# Dean Smith (football)
 (novembre 2021).
Si vous disposez d'ouvrages ou d'articles de référence ou si vous connaissez des sites web de qualité traitant du thème abordé ici, merci de compléter l'article en donnant les références utiles à sa vérifiabilité et en les liant à la section « Notes et références ».
Pour les articles homonymes, voir Dean Smith et Smith.
Dean Smith, né le 19 mars 1971 à West Bromwich en Angleterre, est un footballeur reconverti en entraîneur. Il est actuellement l'entraîneur du Charlotte FC en Major League Soccer.

## Biographie

### Carrière de joueur
Commençant sa carrière de joueur en tant que défenseur avec Walsall en 1989, en cinq années il dispute 166 matchs de championnat et de coupe. Après avoir signé pour Hereford United en 1994, trois ans et 146 apparitions plus tard, il passe à Leyton Orient. En six ans avec Orient, il fait 309 apparitions dans toutes les compétitions, avant un transfert à Sheffield Wednesday en 2003. Après une saison avec ce club, il déménage à Port Vale, prenant sa retraite en janvier 2005. Il a marqué 54 buts en 566 matchs de championnat en 16 ans de carrière dans la Ligue anglaise de football .
De retour à Leyton Orient, il travaille en tant que directeur adjoint jusqu'en janvier 2009. En juillet 2009, il est nommé responsable des équipes jeunes à Walsall, avant de prendre la relève en tant qu'entraîneur en janvier 2011. En quatre mois, il mène Walsall de la zone de relégation à une place de non relégable. Avec Walsall il atteint la finale 2015 de Football League Trophy, avant de quitter le club pour diriger Brentford en novembre 2015. Smith a été nommé manager d'Aston Villa en octobre 2018 et a fait passer le club de la 14e place du championnat de deuxième division aux barrages de montée en Premier League lors de la saison 2018-19, puis jusqu'à la finale de la Coupe EFL 2020. Il a été licencié par Aston Villa en novembre 2021 et a immédiatement pris le poste d'entraîneur-chef chez les rivaux de la Premier League, Norwich City.

### Carrière d'entraîneur

#### Walsall
En juillet 2009, Smith est retourné dans son premier club, Walsall, pour entraîner les équipes jeunes. 
Smith a été nommé entraîneur par intérim de Walsall le 4 janvier 2011, à la suite du limogeage de Chris Hutchings. Dix-sept jours plus tard, il est nommé entraîneur du club jusqu'à la fin de la saison. À sa prise de fonction, l'équipe est à neuf points d'une place de non-relégation, Smith réussi à emmener Walsall hors de la zone rouge avant la fin de la saison. Le 29 janvier, les "Saddlers" enregistrent leur meilleur résultat en championnat depuis 1986 en battant Bristol Rovers 6-1, dans ce qui était la première victoire de Smith, les trois points gagnés ont également sorti Walsall du bas du classement, même s'ils étaient encore à sept points de la sécurité. Son équipe a fait la différence en février, avec une victoire 1-0 sur le prétendant à la promotion, Southampton, le 1er mars Walsall sort de la zone de relégation pour la première fois depuis octobre. Ils ont terminé la saison avec un point d'avance sur Dagenham et Redbridge dans la zone de relégation.
Il laisse partir quatorze joueurs à l'été 2011, dont : Darren Byfield, Jonny Brain, Clayton McDonald, Paul Marshall, Matt Richards, Steve Jones, Aaron Lescott, David Bevan, Julian Gray et Tom Williams. Il signe ensuite le gardien Dávid Gróf, les défenseurs Mat Sadler et Lee Beevers, les milieux de terrain Kevan Hurst, Claude Gnakpa, Adam Chambers et Anton Peterlin, et l'attaquant Ryan Jarvis. Il renforce son équipe avec les prêts de Dave Martin, Mark Wilson, Andy Halliday et Florent Cuvelier. Son équipe n'a perdu qu'un de leurs cinq premiers matchs de championnat, mais n'a ensuite récupéré que trois points lors de leurs sept matchs suivants. Ils ont battu Preston North End le 15 octobre, mais n'ont ensuite récolté que quatre points lors de leurs huit matchs suivants. À partir du 26 novembre, ils n'ont été battus qu'une seule fois en neuf matches, mais sont devenus les spécialistes des matchs nuls de la division puisque sept des neuf matchs se sont terminés avec un score de parité. Ils ont fini la saison à la 19e place, à sept points de la zone de relégation.
À l'été 2012, il a offert des contrats professionnels aux jeunes joueurs de l'équipe Mal Bennin, Ben George, Aaron Williams et Kieron Morris. Il a continué à ajouter de jeunes joueurs prometteurs en faisant venir l'ailier de 21 ans Ashley Hemmings, l'ancien prêt de 19 ans Florent Cuvelier, l'ailier de 19 ans James Baxendale, le défenseur de 20 ans Paul Downing, l'attaquant de 19 ans Connor Taylor, l' attaquant de 23 ans Febian Brandy, en plus de l'arrière droit Dean Holden, 32 ans. Il a également fait venir l'arrière latéral James Chambers, frère jumeau d'Adam Chambers. Il a également amené un certain nombre de joueurs en prêt, notamment : Karl Darlow (21 ans), Sam Mantom (20 ans), Aaron McCarey (20 ans) et Craig Westcarr (27 ans). Smith signe un nouveau contrat de deux et demi en octobre, pour le garder au club jusqu'à l'été 2015. Cela est arrivé après que le club a annoncé un profit de £ 10,000 sur la saison précédente, et que sous la direction de Smith sa jeune équipe se positionne en milieu de classement, en plus des éloges des experts et des fans. Une mauvaise série de résultats a vu l'équipe glisser juste au-dessus de la zone de relégation à la mi-décembre. Walsall s'est rétabli pour gagner quatre de ses cinq matchs en janvier, puis Smith a été nommé manager du mois. Ils ont terminé la saison à la neuvième place, à six points des play-offs.
Au cours d'un bon début de saison 2013-14 , Smith, affectueusement surnommé « Ginger Mourinho » par les fans de Walsall, a emmené le club vers les places de promotion. Il gagne à Molineux contre les rivaux du derby du Black County, Wolverhampton Wanderers, et a également mis fin aux séries de victoires des favoris Leyton Orient et Brentford. Le club n'a pas continué sur sa lancée et termine la saison à la 13e place. Smith laisse partir le meilleur buteur Craig Westcarr à la fin de la saison, avec Troy Hewitt, Nicky Featherstone, James McQuilkin et Shane Lewis. 
Il emmène Walsall à la finale 2015 du Football League Trophy, battu 2-0 contre Bristol City, ce qui était la première apparition de Walsall au stade de Wembley. À la fin de la saison 2014-15, il a en grande partie gardé son équipe, le joueur le plus important qui quitte le club est Ben Purkiss. Il reçoit un prix spécial par l'association des entraîneurs (LMA).
Walsall a bien commencé la saison 2015-16, Smith est nommé entraîneur du mois d'août en League One, le club ayant terminé le mois en tête du classement. Walsall a rejeté une avance pour Smith de Rotherham United en octobre, le décrivant comme " fondamental à nos plans futurs ". Il renouvèle son contrat de 12 mois le 16 octobre. Il est nommé manager la semaine après que son équipe refait un retard de deux buts pour battre Gillingham 3-2 le 24 octobre. Cependant, six semaines après la signature de son nouveau contrat, il quitte Walsall pour Brentford laissant les « Saddlers » quatrième du classement au moment de son départ, il était le quatrième entraîneur le plus ancien de la Ligue de football. 

#### Brendford FC
Smith est nommé entraîneur du club de deuxième division, Brentford, le 30 novembre 2015. Brentford termine la saison 2015-16 à la neuvième place, période au cours de laquelle Smith a vendu Toumani Diagouraga et James Tarkowski pour un montant combiné de 3,6 millions de livres sterling. Dans la construction de la saison 2016-17 , Smith a signé 18 joueurs, dont Romaine Sawyers (transfert gratuit) et Rico Henry (1,5 million de livres sterling) de son club précédent, Walsall. Les "Abeilles" ont terminé la saison à la dixième place et Smith a dit qu'il voulait amener plus de joueurs afin de jouer les play-offs la saison suivante. Il a signé une nouvelle prolongation de contrat d'un an en février 2018. Brentford a terminé la saison 2017-2018 à la neuvième place et a été « largement considéré comme l'animateur du championnat » après que Smith ait construit un style de jeu attrayant avec un budget restreint.

#### Aston Villa
Le 10 octobre 2018, Smith est nommé manager d'Aston Villa, qui est à la 14e place en deuxième division, en compagnie de John Terry comme adjoint. Il est nommé entraîneur de la semaine après la victoire 3-0 contre Derby County, le 10 novembre. Il a immédiatement réussi à revigorer l'attaque des « Villans » et seule une égalisation de dernière minute contre les rivaux locaux de West Bromwich Albion à The Hawthorns les éloignent d'une place de play-off, le 7 décembre. Cependant, la forme de Villa chute de façon spectaculaire au cours des trois mois qui ont suivi la blessure de Jack Grealish, mais le 2 mars, Smith confie à Grealish le brassard de capitaine à son retour dans l'équipe première et le joueur de 23 ans a une grande part lors de la victoire 4-0 contre les rivaux à la montée de Derby County. Smith est nommé entraîneur du mois après cinq victoires en cinq matchs, en incluant une victoire sur les rivaux du derby de la ville, Birmingham City. Le 22 avril 2019, Smith a mené Aston Villa à battre un record de club de 109 ans pour la plus longue série de victoires après avoir battu Millwall 1-0 à Villa Park, pour 10 victoires successives en 10 matchs. Le record était auparavant détenu à neuf victoires consécutives. Le 11 mai, Smith a supervisé sa 18e victoire avec Aston Villa alors qu'ils étaient menés, pour battre West Bromwich 2-1 lors du match aller des demi-finales des play-offs du championnat. Trois jours plus tard, Villa refait de nouveau son retard à West Bromich pour gagner aux tirs au but et s'assurer une place en finale des barrages. Villa remporte la promotion en Premier League avec une victoire 2-1 sur Derby County.
Le club a dépensé un total net de 144,5 millions de livres sterling pour recruter 12 joueurs lors de la période de transfert de l'été 2019 : Jota, Anwar El Ghazi, Wesley, Kortney Hause, Matt Targett, Tyrone Mings, Ezri Konsa, Björn Engels, Trézéguet, Douglas Luiz, Tom Heaton et l'excellent Nakamba. Le 29 novembre 2019, à mi-chemin de sa première saison de Premier League avec Aston Villa, Smith signe une prolongation de contrat jusqu'en 2023. Dans la Coupe EFL, Villa élimine Crewe Alexandra de League Two et quatre équipes de Premier League, Brighton & Hove Albion, Wolverhampton Wanderers, Liverpool et Leicester City pour atteindre la finale au stade de Wembley ; ils ont perdu la finale 2-1 contre Manchester City. En championnat, Villa était à quatre points de la zone de relégation avec quatre matchs restants lors de la saison 2019-20, mais se sauve le dernier jour avec un nul 1-1 à Londres contre West Ham United. Smith dira : "Je pense que nous avons très bien utilisé la pandémie. Nous avons été solide défensivement, nous avons semblé fort et avons réussi à rester en Premier League." 
Smith renforce l'équipe à l'été 2020 en signant Matty Cash (14 millions de livres sterling de Nottingham Forest), Ollie Watkins (28 millions de livres sterling de Brentford), Lamare Bogarde (frais non divulgués de Feyenoord), Emiliano Martínez (17 millions de livres sterling d' Arsenal) et Bertrand Traoré (17 millions de livres sterling de Lyon). Le 4 octobre, lors du troisième match de la saison 2020-21, Smith a mené Aston Villa à une victoire à domicile 7-2 contre Liverpool, champion en titre ; c'était la première fois qu'une équipe marquait sept buts contre le champion en 67 ans. Une victoire contre Leicester City a ensuite donné à Villa son meilleur début de saison depuis 1930. Le 26 décembre, Smith voit son équipe gagner 3-0 contre Crystal Palace bien que son équipe soit réduite à dix pour la majorité du match en raison du carton rouge de Tyrone Mings en première mi-temps. Smith a été nommé manager de Premier League du mois de décembre alors que Villa n'a concédé qu'un seul but dans ses cinq matchs de championnat. Il signe le milieu de terrain Morgan Sanson de Marseille pour 14 millions de livres sterling pendant le mercato d'hiver. Aston Villa a terminé la saison à la 11e place et Smith tenait à renforcer davantage l'équipe.
À la suite du transfert record de Jack Grealish à Manchester City, un accord d'une valeur de 100 millions de livres sterling, Smith fait venir les signatures estivales Emiliano Buendía, Leon Bailey et Danny Ings pour un montant total de 83 millions de livres sterling. Le club a également signé l'ancien joueur Ashley Young gratuitement en provenance de l'Inter Milan, et a signé pour la troisième fois le défenseur de Manchester United Axel Tuanzebe en prêt. Le 7 novembre 2021, Smith et Aston Villa se sont séparés après une série de cinq défaites consécutives en Premier League. Le directeur général Christian Purslow a déclaré que la décision avait été prise après qu'Aston Villa n'ait pas continué à s'améliorer au cours de la saison 2021-2022 comme ils l'avaient fait les années précédentes.

#### Norwich
Le 15 novembre 2021, Smith a signé un contrat de deux ans et demi pour devenir le nouvel entraîneur-chef de Norwich City, en remplacement de Daniel Farke. Il est licencié à la fin du mois de décembre 2022.

#### Leicester City
Le 10 avril 2023, Dean Smith s'engage avec Leicester City. Son objectif est de maintenir le club en Premier League alors que celui-ci est au moment de son arrivée avant-dernier du classement et donc relégable.
Il quitte le club à la fin de la saison, n'ayant pas réussi à le maintenir en Premier League.